# Interview avec Dieu
Pour plus de détails, voir Fiche technique et Distribution.
Interview avec Dieu est un film dramatique américain réalisé par Perry Lang sorti en 2018.

## Synopsis
Un journaliste en théologie, Paul Asher, rentre d'Afghanistan et décroche trois rendez-vous d'une demi heure avec quelqu'un qui se prétend être Dieu. Pour ce journaliste la période est compliquée entre son mariage qui bat de l'aile et un ami traumatisé par la guerre en Afghanistan.

## Fiche technique
- Titre original : An Interview with God
- Réalisation : Perry Lang
- Scénario : Ken Aguado
- Décors : Aja Cooper
- Costumes : Cynthia Flynt
- Photographie : Frank Prinzi
- Montage : Steve Jacks et Jamie Kirkpatrick
- Musique : Ian Honeyman
- Producteur : Ken Aguado et Fred Bernstein
  - Coproducteur : Lisa M. Jean, Claudine Marrotte, Harrison Powell et Dominique Telson
  - Producteur délégué : Rick Jackson et Paul Kurta
- Sociétés de production : Giving Films, Big Indie Pictures et Astute Films
- Société de distribution : Saje distribution
- Pays d'origine :  États-Unis
- Langue originale : anglais
- Format : couleur
- Genre : Drame
- Durée : 97 minutes
- Dates de sortie :
  - États-Unis : 21 août 2018
  - France : 18 septembre 2019

## Distribution
- David Strathairn : Dieu
- Brenton Thwaites (VF : Damien Le Délézir) : Paul Asher
- Yael Grobglas : Sarah Asher
- Charlbi Dean Kriek : Grace

- Hill Harper : Gary
- Bobby Di Cicco : Bobby